# Bischoffsheim
Bischoffsheim là một xã thuộc tỉnh Bas-Rhin trong vùng Grand Est đông bắc Pháp. Xã có diện tích 12,33 km2, dân số năm 2006 là 3223 người

## Các xã giáp ranh
- Bœrsch
- Griesheim-près-Molsheim
- Rosheim
- Krautergersheim
- Obernai
- Innenheim
- Blaesheim

## Nhân khẩu
| Năm | 1882 | 1962 | 1968 | 1975 | 1982 | 1990 | 1999 | 2006 |
| --- | ---- | ---- | ---- | ---- | ---- | ---- | ---- | ---- |
| Dân số | 1839 | 1477 | 1495 | 1819 | 2075 | 2176 | 2768 | 3126 |
| From the year 1962 on: No double counting—residents of multiple communes (e.g. students and military personnel) are counted only once. |      |      |      |      |      |      |      |      |